# Bistum Tingzhou
Das Bistum Tingzhou (lat.: Dioecesis Timceuvensis) ist ein römisch-katholisches Bistum mit Sitz in Tingzhou in der Volksrepublik China.

## Geschichte
Papst Pius XI. gründete mit der Bulle Ad maiorem die Apostolische Präfektur Tingzhou am 27. Dezember 1923 aus Gebietsabtretungen des Apostolischen Vikariats Fuzhou. Der neue kirchliche Bezirk wurde den Dominikanern anvertraut.
Mit der Apostolischen Konstitution Auspicatissimis in Sinis wurde sie am 8. Mai 1947 zum Bistum erhoben. Nach der Machtübernahme der Kommunisten hat der Staatsrat der Volksrepublik China die sechs Diözesen der Provinz Fujian auf nur drei reduziert, Fuzhou, Xiamen und Mindong, sodass der Diözese Tingzhou aufgelöst wurde.

## Ordinarien

### Apostolischer Präfekt von Tingzhou
- Egbert Maria Pelzer OP (21. Dezember 1925 – 4. Mai 1945)

### Bischof von Tingzhou
- Johann Werner Lesinski OP (8. Mai 1947 – 26. April 1963)
- Sedisvakanz (26. April 1963 – 22. September 2018)
- Joseph Tong Changping (seit 22. September 2018)